# Параолимпијско стрељаштво
Параолимпијско стрељаштво или парастрељаштвоје варијанта стрељаштва за спортисте са различитим физичким инвалидитетом. Гађање је тест тачности и контроле, у којем такмичари користе пиштоље или пушку да испаљују серију хитаца у непокретну мету. Сваки ударац вреди максимално 10,9 поена. Спортисти користе пушке калибра .22, пиштоље и ваздушне пушке калибра .177 (компримовани ваздух или пнеуматске). Параолимпијско гађање се први пут појавило на Љетњим параолимпијским играма на Играма у Торонту 1976. године.
Такмичења су отворена за све спортисте са инвалидитетом. Стрељаштво користи функционални систем класификације, који омогућава корисницима инвалидских колица и покретним спортистима из различитих класа инвалидитета да се такмиче заједно, било појединачно или у тиму.
Спортисти се такмиче у дисциплинама пушком и пиштољем са удаљености од 10, 25 и 50 метара, у мушкој, женској и мјешовитој конкуренцији. Од 12 параолимпијских дисциплина у стрељаштву, шест је отворено и за жене и за мушкарце, три су отворене само за жене, а три само за мушкарце.
Спортом управља Међународни параолимпијски комитет (ИПЦ), а координира га Светски стрељачки паралимпијски технички комитет према модификованим правилима Међународне федерације стрељачких спортова (ИССФ). Ова правила разматрају разлике које постоје између стрељања за војно способне и стрељања за особе са инвалидитетом.
У новембру 2016. године ИПЦ је променио званични назив спорта у „стрељачки пара спорт“, и преименовао је координациони комитет из „ИПЦ спортски технички одбор ѕа стрељаштво“ да би одразио ову промјену.

## Систем класификације
Само SH1 и SH2 класе су заступљени на Параолимпијским играма, на основу правила и прописа те система класификације Свјетског савеза параолимпијског стрељаштва.
- SH1 – Стрелци који могу да подрже ватрено оружје без постоља
- SH2 – Стрелци којима је потребна подршка ватреног оружја за пуцање
- SH3 – Слијепи стријелци (траже мете које емитују звук)

Под класификације А, Б и Ц дефинишу висину наслона за инвалидска колица у зависности од снаге  леђа и карлице спортисте.

## Адаптације опреме
Стрелци са инвалидитетом користе исто ватрено оружје и одјећу као и способни стрелци. Адаптације су специфичне за опрему:
- Одвојени сто за амбулантне такмичаре или интегрисани сто за кориснике инвалидских колица у лежећим или 3-позицијским догађајима.
- Столица за пуцање за амбулантне такмичаре или инвалидска колица за кориснике у лежећим или 3-позицијским догађајима.
- Јакна за пуцање скраћена за сједеће такмичаре - ивица јакне завршава на бутинама стрелаца када сједи.
- Пушка постоље са степеном способности SH2 стрелца зависног од опруге напетости да подржи пушку.

Правила Свјетског параолимпијског стрељаштва су дјелимично прилагођена правилима ИССФ-а. У 10m ваздушне пушке и .22 пушке, сајле су потребне за SH1 стрелце, док SH2 стрелци не смију да користе ремен. Амбулантни корисници и корисници инвалидских колица имају врло специфичне инструкције за опрему у овом правилнику.

## Такмичења у категорији пушака
Оба SH1 и SH2 класа стрелци користе сљедеће позиције у зависности од догађаја, са 3-позиција (стоји, клечећи, лежећи) укључује сва три.
- Стајање (стојећи или сједећи, подршка за стол за снимање није дозвољена)
- Клечање (сједи, један лакат подршка на столу за снимање плус употреба ремена)
- Лежећи (сједећи или лежећи, оба лакта подржана на врху стола за снимање плус употреба ремена)

Минимални квалификациони резултати (МКС) за регионална и свјетска првенства (МКС, 2012 ЛОН Параолимпијске игре).
SH1 класа
| Такмичење | Дисциплина                 | Пол      | МКС  |
| --------- | -------------------------- | -------- | ---- |
| R1        | 10m ваздушна пушка стојећи | Мушкарци | 545  |
| R2        | 10m ваздушна пушка стојећи | Жене     | 355  |
| R3        | 10m ваздушна пушка лежећи  | Оба пола | 575  |
| R6        | 50m пушка лежећи           | Оба пола | 560  |
| R7        | 50m пушка 3-позиција 3×40  | Мушкарци | 1060 |
| R8        | 50m пушка 3-позиција 3×20  | Жене     | 525  |

SH2 класа
| Такмичење | Дисциплина                 | Пол      | МКС |
| --------- | -------------------------- | -------- | --- |
| R4        | 10m ваздушна пушка стојећи | Оба пола | 570 |
| R5        | 10m ваздушна пушка лежећи  | Оба пола | 575 |
| R9        | 50m пушка лежећи           | Оба пола | 560 |

## Галерија
- Параолимпијско стрељаштво, пушка, инвалидска колица

## Такмичења у категорији пиштоља
Минимални квалификациони резултати (МКС) за регионална и свјетска првенства (МКС, 2012 ЛОН Параолимпијске игре).
SH1 класа
| Такмичење | Дисциплина                     | Пол      |     |
| --------- | ------------------------------ | -------- | --- |
| P1        | 10m ваздушни пиштољ            | Мушкарци | 535 |
| P2        | 10m ваздушни пиштољ            | Жене     | 340 |
| P3        | 25m пиштољ                     | Оба пола | 530 |
| P4        | 50m пиштољ                     | Оба пола | 490 |
| P5        | 10m стандардни ваздушни пиштољ | Оба пола | 310 |

## Такмичења
„Сараднички” или „мјешовити” мушки и женски стријелци се такмиче заједно у одређеним дисциплинама. Гађање се одвија у 2 фазе: квалификације и финале. У ИССФ правилима за 2013-2016. годину, такмичари у ваздушном пушком лежећем (Р3) и .22 пушком лежећем (Р6), на примјер, имају неограничен број нишана 15 минута прије 60 такмичарских хитаца у року од 50 минута. Ново финале се такође води са 8 најбољих стрелаца који почињу од нуле, са фокусом на децимални дуел како би се јасно одредили освајачи медаља.
Минимални квалификациони резултати (МКС) које прописује земља домаћин Параолимпијских игара су критеријуми за учешће који су потребни за такмичења у стрељаштву која су призната од стране ИПЦ-а, као што су регионална и свјетска првенства. Такмичења се спроводе у складу са правилима и прописима ИПЦ стрељаштва/ИССФ и правилима и прописима ИПЦ класификације стрељаштва.
ИПЦ свјетска првенства која се одржавају углавном у Европи и Сјеверној Америци су добро посећене квалификације за Параолимпијске игре. АЗИЈСКЕ пара игре, раније познате као ФЕСПИЦ игре и Отворено азијско првенство Јикји купа у Кореји, главне су параолимпијске стрељачке дисциплине у Азији.